# Curbelet
Un curbelet est une gaufrette fine et sèche enroulée en forme de tube. Son nom vient de l'occitan ; il existe également en Suisse sous l'appellation bricelet. C'est une spécialité du Tarn, en Occitanie, dans le sud-ouest de la France.

## Description
Il s'agit d'une gaufrette de 13 cm de diamètre moyen, enroulée et sèche. Elle peut se conserver deux ou trois mois dans une boite à l'abri de l'humidité. 

## Origine

### La légende
Lors d'une chasse, le dauphin se perdit dans les forêts proches de Cordes-sur-Ciel. Frigorifié et fatigué, il trouva refuge dans une petite maison de bergère. Cette dernière nommée Philomène n'avait pas de quoi faire honneur à son hôte royal et fit une pâte à gâteau que le dauphin cuisit entre deux pelles ouvragées. Au démoulage, la galette avait les dessins imprimés sur sa croûte dorée. « Sembla un pitiou curbel, es un curbelet » s’écria la bergère. Le nom eut l'agrément du prince.
Une fois le prince parti, Philomène demanda au forgeron de lui fabriquer un moule avec deux longs manches et une charnière. Elle garda longtemps secrète sa recette.

### La réalité
C'est une variante tarnaise des oublies, tradition pâtissière française connue dans de nombreuses régions depuis Louis XIV. L'origine de la variante enroulée produite dans le Tarn est revendiquée par la maison Andrieu, à Cordes-sur-Ciel, depuis 1872. De nombreuses boulangeries-pâtisseries les proposent dans le département.
Autrefois, de nombreuses maîtresses de maison en fabriquaient grâce à un ustensile en fer spécial à manche très long pour aller sur le feu appelé curbèl en occitan. Le curbèl pouvait faire partie du trousseau des jeunes mariées.  
Avant le XXe siècle, les curbelets se fabriquaient devant le feu, à l’aide de ce fer spécial à manche très long pour aller sur le feu appelé curbèl en occitan.  

## Usage
Ce genre de gourmandise était autrefois confectionnée lors de la veillée pendant la tue-cochon. Elle se déguste chaude à la fabrication ou froide avec un verre de vin blanc de Gaillac, le café ou le thé. Elles accompagnent aussi les desserts : crème, sorbets, salade de fruits.

## Fabrication
L'appareil est un mélange de farine, sucre, œufs et beurre aromatisé avec un peu d'alcool, rhum ou alcool aromatisé et des zestes de citron.
La pâte se présente avec la consistance liquide de la pâte à crêpe. Elle est versée sur le moule en forme de pinces à longs manches reliées par une charnière et cuit traditionnellement au feu de bois. Le fond du moule est rainuré, quadrillé ou décoré de motifs qui se retrouvent sur la gaufrette. Après cuisson, le curbelet est enroulé autour d'une baguette afin de prendre forme. Il devient rigide en refroidissant.